# Blastobasis lecaniella
Blastobasis lecaniella é uma espécie de mariposa do gênero Blastobasis pertencente à família Coleophoridae.